# Echthroplexiella brachyptera
Echthroplexiella brachyptera är en stekelart som beskrevs av Xu 2004. Echthroplexiella brachyptera ingår i släktet Echthroplexiella och familjen sköldlussteklar. Inga underarter finns listade i Catalogue of Life.